# Lauritzenia globula
Lauritzenia globula är en kvalsterart som först beskrevs av Lee och Shepherd 1990.  Lauritzenia globula ingår i släktet Lauritzenia och familjen Haplozetidae. Inga underarter finns listade i Catalogue of Life.